# Мотострелковые войска Российской Федерации
Мотострелко́вые войска́ — род войск в Cухопутных войсках Российской Федерации, предназначенный для широкомасштабного ведения военных (боевых) действий на суше в ходе выполнения операций как самостоятельно, так и совместно с другими родами войск и сил видов вооружённых сил, спецвойск, других формирований и организаций ведомств государства.
Мотострелковые войска не являются полноценным родом войск: в Сухопутных войсках России не предусмотрено центрального органа военного управления мотострелковых войск. Поэтому руководством МСВ занимается главнокомандующий сухопутными войсками.

## Задачи
- отражение и противодействие ударам противника, удержание позиций.
- прорыв обороны противника, захват позиций противника, встречные сражения и форсирование рек
- участие в воздушных и морских десантах в тылу противника с целью дезорганизации управления войсками и работы вражеского тыла.
- прикрытие государственной границы
- охрана внутренних транспортных путей[1]

## История

### Создание мотострелковых войск
Мотострелковые войска ВС России возникли 7 мая 1992 года после межгосударственных переговоров государств-участников СНГ по разделу формирований Вооружённых сил СССР.
К Вооружённым силам Российской Федерации отошли все мотострелковые соединения находившиеся на территории бывшей РСФСР, а также мотострелковые соединения на территории республик бывшего СССР.
Также отошли к ВС РФ часть мотострелковых соединений из состава ЗГВ, СГВ и ЦГВ, находившиеся на территории стран Организации Варшавского Договора на момент Распада СССР:.

## Структура
МСВ РФ включают в себя боевые части и специальные войска (тыловое, медицинское, техническое и пр. обеспечение). Организационно основу МСВ РФ составляют тактические соединения и части: мотострелковые и пулемётно-артиллерийские дивизии, мотострелковые бригады и отдельные полки.
Главной отличительной особенностью МСВ является их высокая мобильность и маневренность. Это увеличивает возможность мотострелковых войск к переходу от одного вида боевых действий к другому в короткие сроки, позволяет им чередовать удар и манёвр, быстро изменять направление и районы действий, производить рассредоточение и сосредоточение.

## Состав
| Мотострелковые формирования ВС России на 2021 год | Мотострелковые формирования ВС России на 2021 год                                                                                             | Мотострелковые формирования ВС России на 2021 год | Мотострелковые формирования ВС России на 2021 год | Мотострелковые формирования ВС России на 2021 год |         |
|                                                   | Наименование части (соединения) | Место дислокации                                  |                                                   |                                                   |         |
| Бригады                                           | Бригады | Бригады                                           | Бригады                                           | Бригады                                           | Бригады |
| ------------------------------------------------- | --- | ------------------------------------------------- | ------------------------------------------------- | ------------------------------------------------- | ------- |
|                                                   | 15-я отдельная мотострелковая Александрийская бригада                                                                                         | Рощинский                                         |                                                   |                                                   |         |
|                                                   | 21-я отдельная гвардейская мотострелковая Омско-Новобугская Краснознамённая, ордена Богдана Хмельницкого бригада                              | Тоцкое                                            |                                                   |                                                   |         |
|                                                   | 25-я отдельная гвардейская мотострелковая Севастопольская Краснознамённая бригада имени Латышских стрелков                                    | Псков                                             |                                                   |                                                   |         |
|                                                   | 27-я отдельная гвардейская мотострелковая Севастопольская Краснознамённая бригада имени 60-летия СССР                                         | Мосрентген                                        |                                                   |                                                   |         |
|                                                   | 30-я отдельная мотострелковая бригада | Рощинский                                         |                                                   |                                                   |         |
|                                                   | 34-я отдельная мотострелковая бригада (горная)                                                                                                | Сторожевая                                        |                                                   |                                                   |         |
|                                                   | 35-я отдельная гвардейская мотострелковая Сталинградско-Киевская ордена Ленина, Краснознамённая, орденов Суворова и Кутузова бригада          | Алейск                                            |                                                   |                                                   |         |
|                                                   | 36-я отдельная гвардейская мотострелковая Лозовская Краснознамённая бригада                                                                   | Борзя                                             |                                                   |                                                   |         |
|                                                   | 37-я отдельная гвардейская мотострелковая Донская казачья, Будапештская Краснознамённая, ордена Красной Звезды бригада имени Е. А. Щаденко    | Кяхта                                             |                                                   |                                                   |         |
|                                                   | 38-я отдельная гвардейская мотострелковая Витебская ордена Ленина, Краснознамённая, ордена Суворова бригада                                   | Екатеринославка                                   |                                                   |                                                   |         |
|                                                   | 39-я отдельная мотострелковая Краснознамённая бригада                                                                                         | Южно-Сахалинск                                    |                                                   |                                                   |         |
|                                                   | 55-я отдельная мотострелковая бригада (горная)                                                                                                | Кызыл                                             |                                                   |                                                   |         |
|                                                   | 57-я отдельная гвардейская мотострелковая Красноградская Краснознамённая, ордена Суворова бригада                                             | Бикин                                             |                                                   |                                                   |         |
|                                                   | 60-я отдельная мотострелковая Краснознамённая бригада                                                                                         | Камень-Рыболов, Монастырище                       |                                                   |                                                   |         |
|                                                   | 64-я отдельная мотострелковая бригада | Князе-Волконское-1                                |                                                   |                                                   |         |
|                                                   | 69-я отдельная Свирско-Померанская Краснознамённая, ордена Красной звезды Амурская казачья бригада прикрытия                                  | Бабстово                                          |                                                   |                                                   |         |
|                                                   | 74-я отдельная гвардейская мотострелковая Звенигородско-Берлинская орденов Суворова и Кутузова бригада                                        | Юрга                                              |                                                   |                                                   |         |
|                                                   | 80-я отдельная мотострелковая бригада (арктическая)                                                                                           | Алакуртти                                         |                                                   |                                                   |         |
|                                                   | 126-я отдельная Горловская Краснознамённая, ордена Суворова бригада береговой обороны                                                         | Перевальное                                       |                                                   |                                                   |         |
|                                                   | 136-я отдельная гвардейская мотострелковая Уманско-Берлинская Краснознамённая, орденов Суворова, Кутузова и Богдана Хмельницкого бригада      | Буйнакск                                          |                                                   |                                                   |         |
|                                                   | 138-я отдельная гвардейская мотострелковая Красносельская ордена Ленина, Краснознамённая бригада                                              | Каменка                                           |                                                   |                                                   |         |
|                                                   | 200-я отдельная гвардейская мотострелковая Печенгская ордена Кутузова бригада                                                                 | Печенга-Луостари                                  |                                                   |                                                   |         |
|                                                   | 205-я отдельная мотострелковая казачья бригада                                                                                                | Будённовск                                        |                                                   |                                                   |         |
| Военные базы                                      | |                                                   |                                                   |                                                   |         |
|                                                   | 4-я гвардейская Вапнярско-Берлинская Краснознамённая, орденов Суворова и Богдана Хмельницкого военная база                                    | Цхинвал и п. Дзау                                 |                                                   |                                                   |         |
|                                                   | 7-я Краснодарская Краснознамённая, орденов Кутузова и Красной Звезды военная база                                                             | Гудаута                                           |                                                   |                                                   |         |
|                                                   | 102-я Краснознамённая военная база | Ереван и г. Гюмри                                 |                                                   |                                                   |         |
|                                                   | 201-я Гатчинская ордена Жукова, дважды Краснознамённая военная база                                                                           | Душанбе                                           |                                                   |                                                   |         |
| Полки                                             | |                                                   |                                                   |                                                   |         |
|                                                   | 1-й гвардейский мотострелковый Севастопольский Краснознамённый ордена Александра Невского полк                                                | Калининец                                         |                                                   |                                                   |         |
|                                                   | 7-й отдельный гвардейский мотострелковый Пролетарский Московско-Минский дважды Краснознамённый, орденов Суворова и Кутузова полк              | Калининград                                       |                                                   |                                                   |         |
|                                                   | 15-й гвардейский мотострелковый Шавлинский ордена Ленина, Краснознамённый полк                                                                | Калининец                                         |                                                   |                                                   |         |
|                                                   | 33-й мотострелковый Берлинский Донской казачий полк                                                                                           | Камышин                                           |                                                   |                                                   |         |
|                                                   | 70-й мотострелковый полк | Шали                                              |                                                   |                                                   |         |
|                                                   | 71-й мотострелковый полк | Калиновская                                       |                                                   |                                                   |         |
|                                                   | 79-й гвардейский мотострелковый ордена Суворова полк                                                                                          | Советск                                           |                                                   |                                                   |         |
|                                                   | 102-й мотострелковый Слонимско-Померанский Краснознамённый, орденов Суворова и Кутузова полк                                                  | Персиановский                                     |                                                   |                                                   |         |
|                                                   | 103-й мотострелковый Слуцко-Померанский Краснознамённый, орденов Суворова и Кутузова полк                                                     | Ростов-на-Дону                                    |                                                   |                                                   |         |
|                                                   | 114-й гвардейский мотострелковый Духовщинско-Хинганский ордена Октябрьской Революции, Краснознамённый, ордена Суворова полк                   | Уссурийск                                         |                                                   |                                                   |         |
|                                                   | 143-й мотострелковый полк |                                                   |                                                   |                                                   |         |
|                                                   | 228-й мотострелковый Ленинградско-Павловский Краснознамённый полк                                                                             | Екатеринбург                                      |                                                   |                                                   |         |
|                                                   | 252-й гвардейский мотострелковый орденов Суворова и Александра Невского полк                                                                  | Богучар                                           |                                                   |                                                   |         |
|                                                   | 254-й гвардейский мотострелковый полк имени Александра Матросова                                                                              | Клинцы                                            |                                                   |                                                   |         |
|                                                   | 255-й гвардейский мотострелковый Волгоградско-Корсуньский Краснознамённый полк                                                                | Волгоград                                         |                                                   |                                                   |         |
|                                                   | 275-й гвардейский мотострелковый ордена Суворова полк                                                                                         | Гусев                                             |                                                   |                                                   |         |
|                                                   | 280-й гвардейский мотострелковый ордена Суворова полк                                                                                         | Гусев                                             |                                                   |                                                   |         |
|                                                   | 291-й гвардейский мотострелковый орденов Александра Невского и Суворова полк                                                                  | Борзой                                            |                                                   |                                                   |         |
|                                                   | 394-й мотострелковый полк | Сергеевка                                         |                                                   |                                                   |         |
|                                                   | 423-й гвардейский мотострелковый Ямпольский Краснознамённый орденов Суворова и Кутузова полк                                                  | Наро-Фоминск                                      |                                                   |                                                   |         |
|                                                   | 429-й мотострелковый орденов Кутузова и Богдана Хмельницкого полк имени Кубанского казачества                                                 | Владикавказ                                       |                                                   |                                                   |         |
|                                                   | 488-й мотострелковый Симферопольский Краснознамённый, ордена Суворова полк имени Серго Орджоникидзе                                           | Клинцы                                            |                                                   |                                                   |         |
|                                                   | 503-й гвардейский мотострелковый Фастовский ордена Ленина, Краснознамённый, орденов Суворова и Богдана Хмельницкого полк                      | Троицкая                                          |                                                   |                                                   |         |
|                                                   | 752-й гвардейский мотострелковый Петракувский дважды Краснознамённый, орденов Суворова, Кутузова и Богдана Хмельницкого Волжский казачий полк | Валуйки и п. Солоти                               |                                                   |                                                   |         |

## Монеты
1 декабря 2017 года Банк России выпустил в обращение три серебряные монеты номиналом 1 рубль «Мотострелковые войска» в серии «Вооруженные силы Российской Федерации». На монетах изображены:
- эмблема Сухопутных войск Вооруженных Сил Российской Федерации;
- красноармеец, на втором плане: слева — Спасская башня Московского Кремля, справа — бронеавтомобиль БА-27;
- современный пехотинец и боевая машины пехоты Т-15[4].

## Галерея

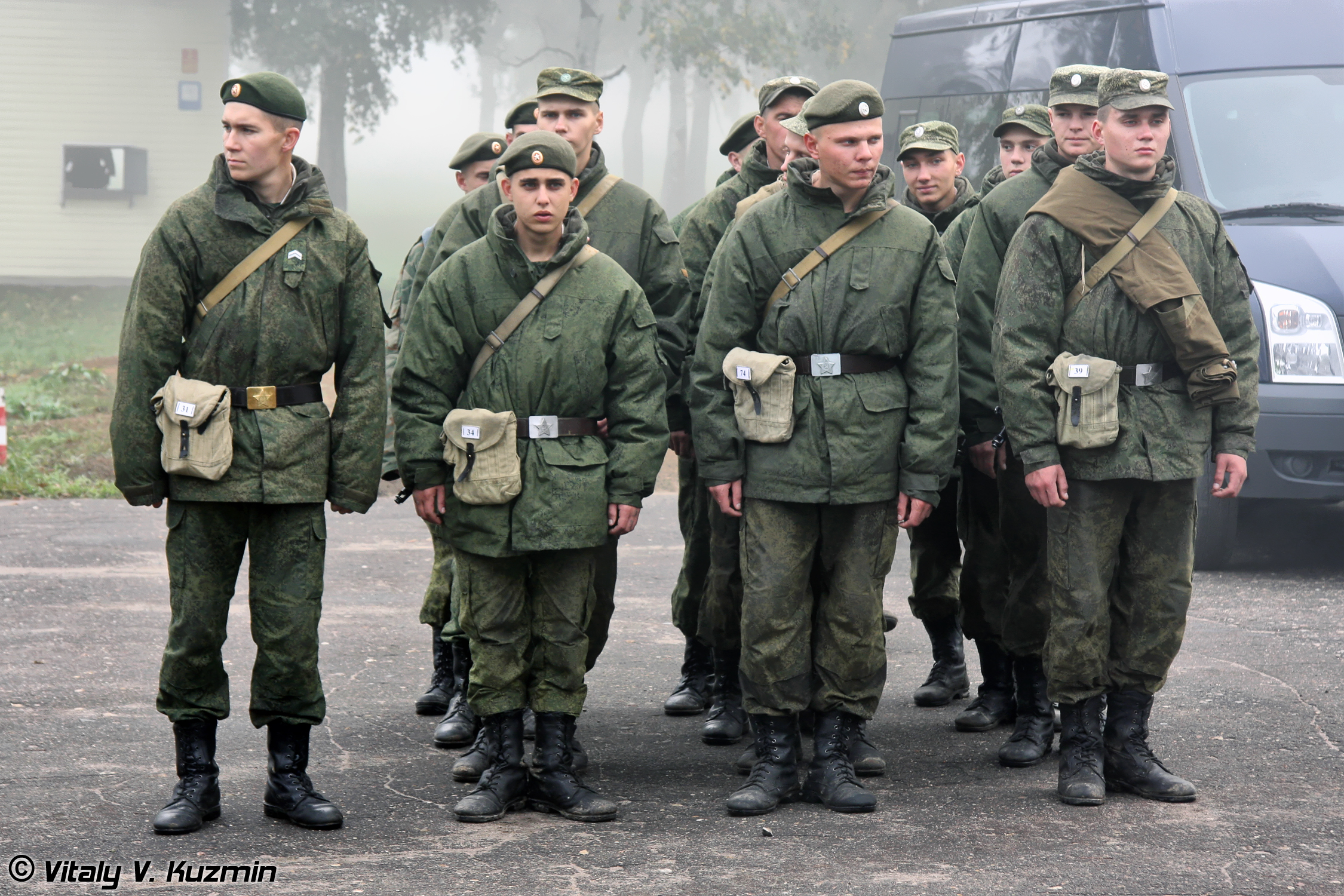
Построение отделения военнослужащих 2-й мсд
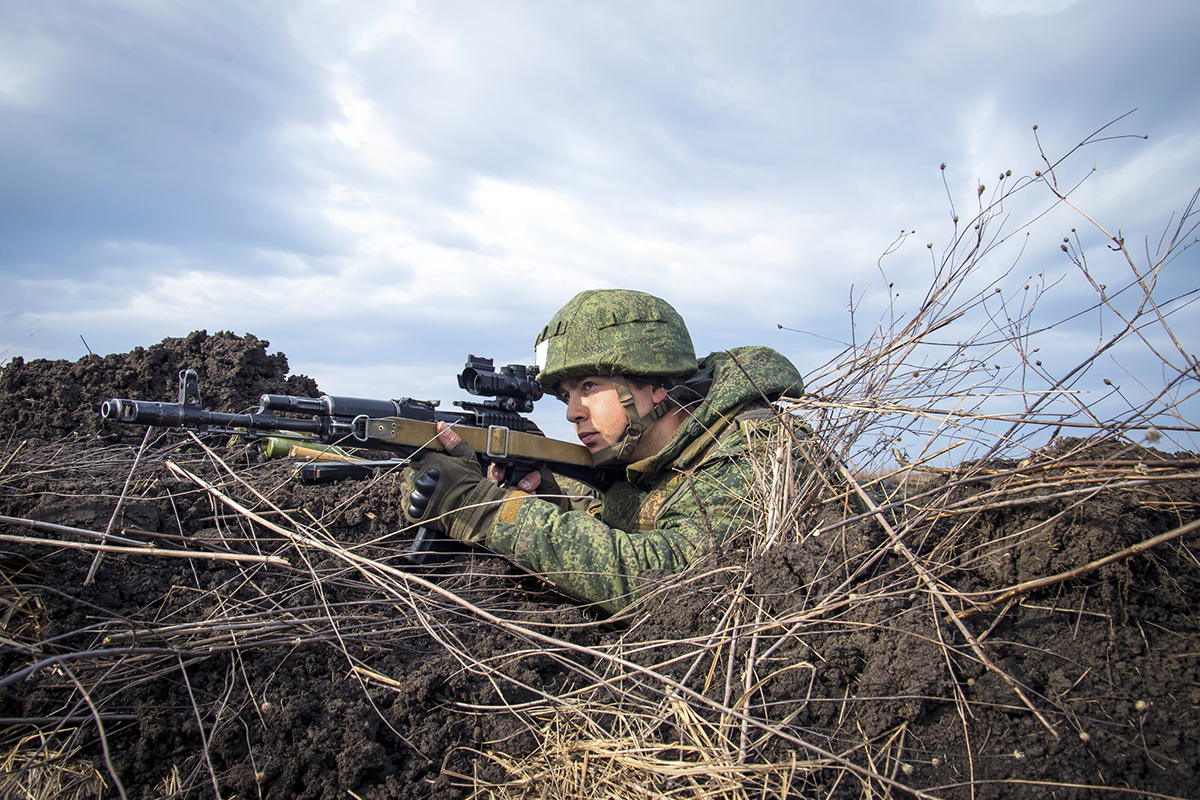
Мотострелок 205-й омсбр в ходе тактического учения в 2017 году на полигоне Молькино (Краснодарский край)
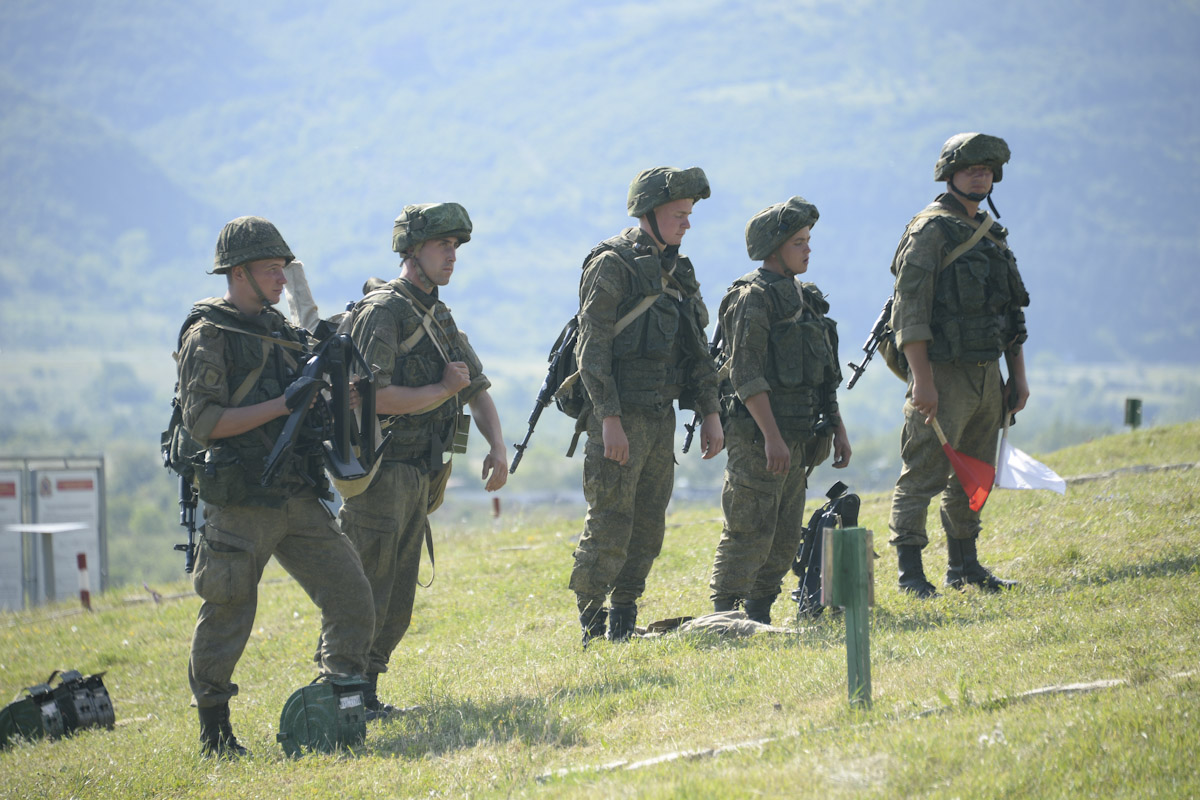
Мотострелки 4-й вб на высокогорном полигоне в Южной Осетии
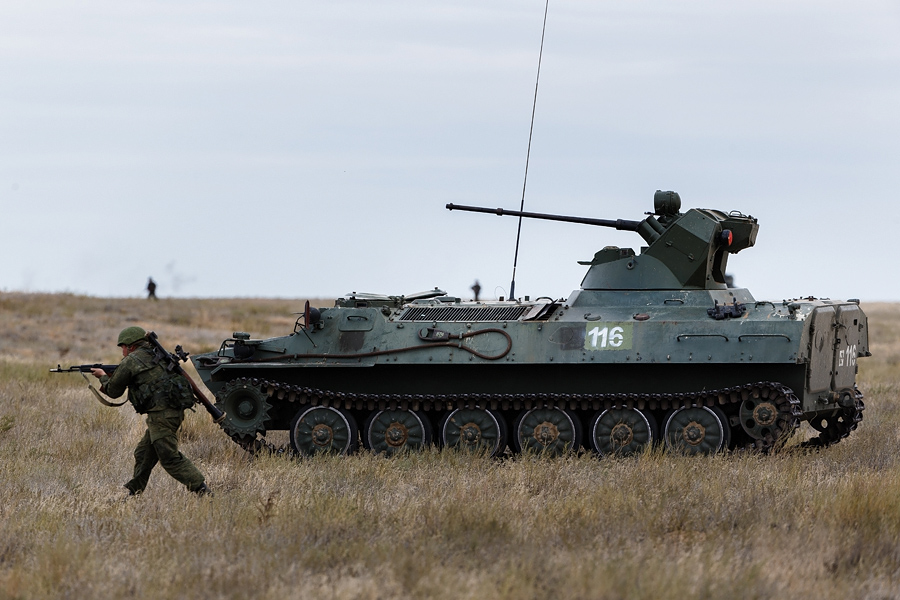
Мотострелки 17-й омсбр в ходе учений «Центр-2015» на полигоне Ашулук